# Onorata Rodiana
Onorata Rodiana, född i Castelleone 1403, död där 1452, var en legendarisk italiensk målare och kondottiär. 
Enligt legenden var hon anställd för att förse ett i Cremona med målningar, då hon utsattes för en sexuellt övergrepp av en målare. Hon dödade honom med en kniv, flydde och tog värvning i armén uklädd till man. Berättelsen om henne nedtecknades i en historia om staden Castelleone år 1590 och blev mycket välkänd. Det är osäkert huruvida berättelsen är uppdiktad eller om hon var en verklig person.